# 엔도 료
엔도 료(일본어: 遠藤 凌, 1998년 7월 6일~)는 일본의 축구 선수이다.

## 구단 경력
그는 2021년 J2리그의 알비렉스 니가타에 입단했다. 2022년 6월 J3리그의 이와키 FC로 임대 이적했다. 2022년 J3리그 우승으로 J2리그로 승격했다. 2023년까지 56경기에 출전하여, 5득점을 넣었다. 2024년 J1리그의 알비렉스 니가타로 복귀했다. 2025년 이와키 FC로 이적했다.